# Carolina Maria de Jesus
Carolina Maria de Jesus (Sacramento, 14 de março de 1914 – São Paulo, 13 de fevereiro de 1977) foi uma escritora, cantora-compositora e poetisa brasileira.
Ficou famosa por seu primeiro livro Quarto de Despejo: Diário de uma favelada, publicado em 1960 com auxílio do jornalista Audálio Dantas. O livro fez um sucesso estrondoso, tendo vendido 10 mil exemplares em apenas uma semana, e sido traduzido para treze idiomas e distribuído em mais de quarenta países. A publicação e a tiragem recorde, cerca de 100 mil em três edições sucessivas, revelam o interesse do público e da mídia da época pelo ineditismo da narrativa da favelada catadora de papéis e de outros lixos recicláveis.
Uma das primeiras escritoras negras do Brasil, Carolina Maria de Jesus é considerada uma das mais importantes escritoras do país. A autora viveu boa parte de sua vida na favela do Canindé, na Zona Central de São Paulo, sustentando a si mesma e seus três filhos como catadora de papéis. Sua obra e vida permanecem objetos de diversos estudos, tanto no Brasil quanto no exterior.

## Biografia

### Juventude
Carolina Maria de Jesus nasceu em 14 de março de 1914, na cidade de Sacramento, em Minas Gerais, numa comunidade rural.  Filha de pais negros que migraram para a cidade no início das atividades pecuárias na região.  Oriunda de família muito humilde, a autora estudou pouco. Era filha ilegítima de um homem casado e foi maltratada durante toda sua infância. Aos sete anos, sua mãe a obrigou a frequentar a escola, depois que a esposa de um rico fazendeiro decidiu pagar seus estudos. Ela interrompeu o curso no segundo ano, tendo já conseguido aprender a ler e a escrever e desenvolvido o gosto pela leitura. Carolina não negava sua religiosidade, referia-se a Deus em seu diário.
Sonhei que era um anjo. Meu vestido estava flutuando e tinha mangas rosas compridas. Fui da terra para o céu. Pus estrelas em minhas mãos e brincava com elas. Falei-as. Elas apresentaram um me honrando [sic]. Dançaram ao meu redor e criaram um caminho luminoso. Quando acordei eu pensei: estou tão pobre. Não consigo pagar para ir e assistir uma peça, então Deus me manda esses sonhos para minha alma dolorida. Ao Deus que me protege, eu mando meu [sic] gratidão— Carolina Maria de Jesus
Carolina morou em Sacramento até 1930, quando se mudou com a mãe para Franca, cidade a 100 km de Sacramento, já no estado de São Paulo. Carolina trabalhou como empregada doméstica e permaneceu na cidade até 1937.

### Mudança para a favela do Canindé
Em 1937, sua mãe morreu e ela se viu impelida a migrar para a metrópole de São Paulo. Carolina construiu sua própria casa, usando madeira, lata, papelão e qualquer material que pudesse encontrar. Saía todas as noites para coletar papel, a fim de conseguir dinheiro para sustentar a família.
Em 1947, aos 33 anos, desempregada e grávida, Carolina instalou-se na extinta favela do Canindé, na zona norte de São Paulo — num momento em que surgiam na cidade as primeiras favelas — cujo contingente de moradores estava em torno de cinquenta mil. Ao chegar à cidade, conseguiu emprego na casa do notório cardiologista Euryclides de Jesus Zerbini, médico precursor da cirurgia de coração no Brasil, o que permitia a Carolina ler os livros de sua biblioteca nos dias de folga.
Em 1949, deu à luz seu primeiro filho, João José de Jesus, o que fez que perdesse seu emprego, voltando a ser catadora. Teve ainda mais dois filhos: José Carlos de Jesus, nascido em 1950, e Vera Eunice de Jesus, nascida em 1953.
Ao mesmo tempo em que trabalhava como catadora, registrava o cotidiano da comunidade onde morava nos cadernos que encontrava no material que recolhia, que somavam mais de vinte. Um destes cadernos, um diário que havia começado em 1955, deu origem a seu livro mais famoso, Quarto de Despejo: Diário de uma Favelada, publicado em 1960. Na década de 1950, o jornalista Audálio Dantas presenciou a cena em que Carolina estava em uma praça vizinha à comunidade, quando percebeu que alguns adultos estavam destruindo os brinquedos ali instalados para as crianças. Sem pensar, Carolina ameaçou denunciar os infratores, fazendo deles personagens do seu livro de memórias. O jornalista iniciou um diálogo com a mulher que possuía inúmeros cadernos nos quais narrava o drama de sua indigência e o dia-a-dia do Canindé. Dantas de imediato se interessou pelo “fenômeno” que tinha em mãos e se comprometeu em reunir e divulgar o material.

### Saída da favela
Depois da publicação de Quarto de Despejo, Carolina mudou-se para Santana, bairro de classe média, na zona norte de São Paulo. Em 1963, publicou, por conta própria, o romance Pedaços de Fome e o livro Provérbios.
Posteriormente, em 1969, Carolina acumulou dinheiro suficiente para se mudar de Santana para Parelheiros, uma região remota da Zona Sul de São Paulo, no pé de uma colina. Próxima de casas ricas, local de algumas das habitações mais pobres do subúrbio da cidade, com impostos e preços menores, era lá que Carolina esperava encontrar solitude. 
Parelheiros se caracterizava por fortes contrastes entre ricos e pobres: grandes casarões ao lado de barracos, que, via de regra, surgiam em vales, onde o ar era poluído pelas indústrias da região do Grande ABC.  
Embora pobre, Parelheiros era o mais próximo que Carolina poderia chegar do interior de sua infância sem deixar São Paulo e suas escolas públicas, para as quais seus filhos iam de ônibus. Os três moravam com ela: João José, com 21 anos, trabalhava numa fábrica de têxteis; José Carlos, com 19 anos, cursava o primeiro ano do ensino médio e vendia objetos na rua; Vera, com 16 anos, também estava na escola.
A casa de Carolina fora construída num terreno modesto, perto de uma estrada de terra: visitantes andavam em tábuas de madeira sobre lama para chegar à casa cor de abóbora com janelas de caixilhos verdes. Agora passando boa parte de seu tempo sozinha, a autora lia o jornal e plantava milho e hortaliças, apesar de reclamar que seus esforços de jardinagem lhe rendessem tanto quanto lhe custassem. 
Logo depois de se mudar para Parelheiros, Carolina parou de receber pagamentos de direitos autorais. Tinha tão pouco dinheiro que, assim fizera na favela do Canindé, ela e seus filhos passavam certos dias catando papéis e garrafas para vender: agora, contudo, usava o dinheiro de catadora para comprar refrigerantes e bilhetes de cinema. De tempos em tempos, entregava a uma vendedora local os abacates, bananas e mandiocas que produzia para serem vendidos num mercado local.
Segundo reportagens da época, os pagamentos de direitos autorais recebidos por Carolina eram "pequenos, mas constantes". Não eram, todavia, suficientes para que conseguisse viver melhor do que pouco acima da linha da pobreza. Para o acadêmico Robert Levine, a família de Carolina vivia bem melhor do que na favela, mas num nível muito abaixo do esperado para uma autora cujos livros ainda estavam vendendo bem em diversos países.

### Morte
Carolina Maria de Jesus morreu aos 62 anos em seu quarto, em Parelheiros, na Zona Sul de São Paulo, no dia 13 de fevereiro de 1977. Foi vítima de uma crise de insuficiência respiratória, devido à asma, doença que carregava desde seu nascimento, e que apesar de realizar tratamento, havia se agravado.

## Reconhecimento internacional

### Publicação deQuarto de Despejo
Publicado em 1960, a tiragem inicial de Quarto de Despejo foi de dez mil exemplares e esgotou-se em uma semana. Desde sua publicação, a obra vendeu mais de um milhão de exemplares e foi traduzida para catorze línguas e distribuído em mais de quarenta países, tornando-se um dos livros brasileiros mais conhecidos no exterior.
Depois da publicação, Carolina teve de lidar com a raiva e inveja de seus vizinhos, que a acusaram de ter colocado suas vidas no livro sem autorização. A autora relatou que muitos dos moradores da favela chegaram a jogar, nela e em seus três filhos, os conteúdos de seus penicos. Carolina definiu a favela como "tétrica", "recanto dos vencidos" e "depósito dos incultos que não sabem contar nem o dinheiro da esmola".
O professor da USP Ricardo Alexino Ferreira caracterizou a escrita de Carolina como "direta, nua e crua, mas, ao mesmo tempo, suave".

### Pagamento de direitos autorais das traduções
Em março de 1961, uma reportagem afirmou que a publicação de Quarto de Despejo havia rendido a Carolina seis milhões de cruzeiros em direitos autorais, contudo a quantia exata variava, de acordo com a reportagem. É certo que Carolina tinha direito a dez por cento do preço de venda das traduções, com trinta por cento de sua parte reservada a Audálio Dantas; ela recebia pequenos pagamentos em dólares das editoras estadunidenses, mas, por força do contrato original, não podia autorizar traduções de sua obra: este direito fora cedido à editora Paulo de Azevedo, uma filial da editora Francisco Alves.

### Gravação de álbum musical
Em 1961, com o sucesso da publicação do livro, Carolina Maria de Jesus grava suas composições em disco lançado pela gravadora RCA Victor. O álbum foi intitulado Quarto de Despejo: Carolina Maria de Jesus cantando suas composições e contém 12 músicas, todas escritas e cantadas por Carolina.

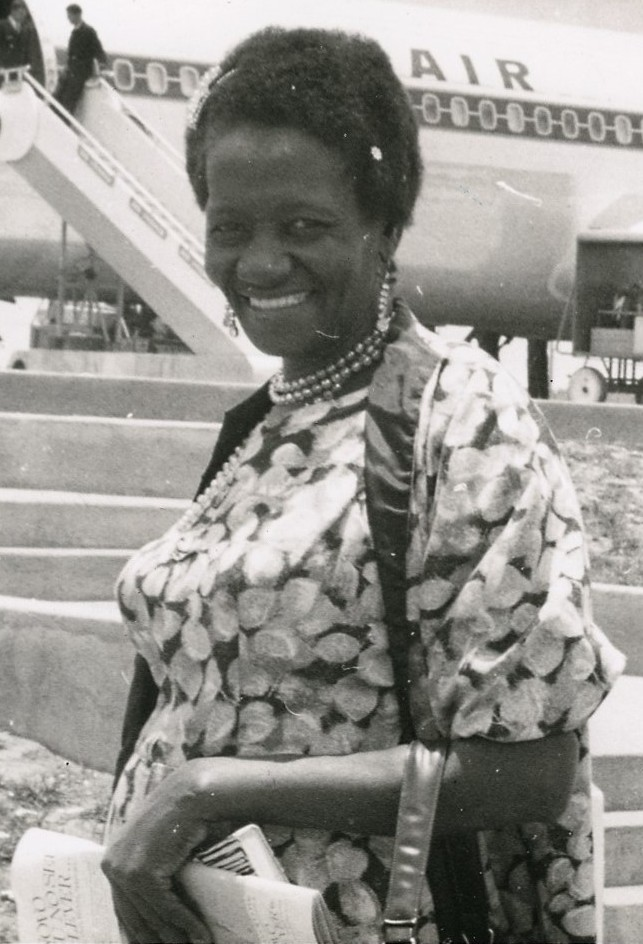
Carolina de Jesus antes de embarcar em avião da Air France

### Quarto de Despejono Uruguai
Com o lançamento do seu primeiro livro em 1960, Carolina passou a ser reconhecida internacionalmente como a negra da literatura brasileira. Ganhando homenagem na Academia de Letras de São Paulo e na Faculdade de Direito de São Paulo, a escritora que, até então, nunca havia ganhado atenção, passou a realizar entrevistas em canais de televisão e rádio por todo o país. A presença da obra de Carolina naquele período era almejada não só no país inteiro, mas também no exterior. A autora viajou para o Uruguai, Chile e Argentina, recebendo, em Buenos Aires, a “Orden Caballero del Tornillo”.

### Quarto de Despejonos EUA
Em 1962, Quarto de Despejo foi publicado nos Estados Unidos pela editora E. P. Dutton com o título Child of the Dark. No ano seguinte, como parte da coleção Mentor, a tradução ganhou uma edição de bolso, publicada primeiro pela New American Library, depois pela Penguin USA. Segundo o autor Robert Levine, somente das vendas desta edição, que totalizaram mais de trezentas mil cópias nos EUA, Carolina e sua família deveriam ter recebido, pelo contrato original, mais de cento e cinquenta mil dólares. Contudo, não foi encontrado indício algum de que ela tenha recebido sequer uma pequena parte disto.

## Homenagens
- Em 1960, foi homenageada pela Associação Cultural do Negro. No terceiro número do jornal Níger, dessa associação, publicou-se um editorial sobre a figura de De Jesus e a mulher negra e um poema apócrifo do poeta, escritor e crítico Oswaldo de Camargo, considerado um dos principais nomes da literatura negra brasileira contemporânea.[17] O jornalista e líder do movimento negro brasileiro José Correia Leite relatou que foi feita na sua casa uma homenagem a ela. No entanto, o próprio Correia Leite argumenta em depoimentos posteriores que houve a resistência ao reconhecimento e à obra da Carolina na associação.[17] As associações negras paulistanas também foram importantes para a outorga do título de Cidadã Paulistana a De Jesus no mesmo ano, ocasião em que estavam presentes o General Porfírio da Paz, Vice-Governador de São Paulo, o escritor e teatrólogo Solano Trindade. Nessa ocasião ela foi relacionada, pela sua relevância literária, com Machado de Assis e Josué de Castro.[17]
- Em 1960, Carolina foi nomeada membro honorária da Academia de Letras da Faculdade de Direito da USP.[18]
- Em 1971, a televisão alemã West Germans gravou o documentário Favela: a vida na pobreza, Favela - Das Leben in Armut (título original), realizado pela alemã Christa Gottmann, a partir do livro Quarto de despejo, tendo Carolina como protagonista. A produção só foi exibida no Brasil em 2014, depois que o IMS – que detém em seu acervo dois cadernos manuscritos da escritora desde 2006 – localizou o curta-metragem (16 minutos) na Alemanha.[19]
- Em 2013, o Projeto Vida por Escrito - Organização, classificação e preparação do inventário do arquivo de Carolina Maria de Jesus foi contemplado pelo Edital Prêmio Funarte de Arte Negra, categoria Memória.[20]
- Em 2014, como resultado do Projeto Vida por Escrito foi lançado o Portal Biobibliográfico de Carolina Maria de Jesus.[21]
- Em 2014, a Letraria e a Edições Me Parió Revolução republicaram a obra Onde estaes Felicidade?, incluindo textos originais de Carolina, sete textos de outros autores sobre sua escrita, um ensaio fotográfico denominado "Favela" (realizado em São Savério e no Parque Bristol) e fotos dos manuscritos originais da autora. Essa obra contou com a ajuda de Vera Eunice Lima de Jesus, a quarta filha de Carolina.[22] O livro organizado por Maria Nilda de Carvalho Motta (Dinha) (USP) e Raffaella Fernandez (UNICAMP) é gratuito e está disponível em formato e-book.[23]
- Em 2015, como resultado do Projeto Vida por Escrito, foi lançado o livro Vida por Escrito – Guia do Acervo de Carolina Maria de Jesus, organizado por Sérgio da Silva Barcellos. O guia, publicado pela editora Bertolucci, conterrânea da autora mineira, é resultado das pesquisas e trabalhos do Projeto Vida por Escrito, que organizou, classificou e descreveu o acervo da escritora Carolina Maria de Jesus e traz também resumo de seus romances e peças de teatro inéditos e ensaios sobre a obra da escritora.[24]
- Em 2016, foi publicada a biografia em quadrinhos Carolina, de João Pinheiro e Sirlene Barbosa, livro que narra sua infância pobre em Minas Gerais, sua vida sofrida em São Paulo, a fama, as ilusões, as decepções e o esquecimento.[25]
- Em 2018, horas antes de ser assassinada, no dia 14 de março, Marielle Franco citou Carolina Maria de Jesus em um tuite feito desde uma reunião com mulheres jovens feministas antirracistas com a frase: "hoje faz 104 anos do nascimento de Carolina Maria de Jesus. #Nossospassosvêmdelonge". [26]
- Em 2019, o doodle do Google homenageou a escritora Carolina Maria de Jesus[27] no dia em que ela completaria 105 anos, dia 14 de março.[28]
- Na década de 2000, foi inaugurado no Parque do Ibirapuera, em São Paulo, o Museu Afro-Brasil, cuja biblioteca leva o nome de Carolina Maria de Jesus. A biblioteca possui cerca de 6.800 publicações com especial destaque para uma coleção de obras raras sobre o tema do Tráfico Atlântico e Abolição da Escravatura no Brasil, América Latina, Caribe e Estados Unidos. [29] [30]
- Em 2021, a Universidade Federal do Rio de Janeiro concedeu o título de Doutora Honoris Causa à escritora Carolina Maria de Jesus, pelo Conselho Universitário (Consuni) na quinta-feira, dia 25 de fevereiro de 2021. Embora seja uma homenagem póstuma, a UFRJ reconheceu, com a concessão do título, a luta e coragem de Carolina Maria de Jesus. A aprovação da outorga da distinção foi unânime e por aclamação e foi transmitida pela webTV UFRJ.[31]
- Em 2021, é publicada, pela editora Companhia das Letras, a edição integral dos diários que compõe Casa de Alvenaria: diário de uma ex-favelada (1961), em dois volumes, iniciando em 30 de agosto de 1960 até dezembro de 1963. O primeiro volume abarca os meses em que Carolina Maria de Jesus morou em Osasco (SP), em 1960, após deixar a favela do Canindé.[32] O segundo volume de Casa de alvenaria inclui diários que se estendem até dezembro de 1963, com conteúdo inédito ou fora de circulação há décadas.[33]
- Em 2021, o Instituto Moreira Salles lançou a exposição Carolina Maria de Jesus: Um Brasil para os brasileiros, dedicada à trajetória e à produção literária da autora mineira que se tornou internacionalmente conhecida, que apresentava sua produção autoral, além de destacar suas incursões como compositora, cantora, artista circense. Uma multiartista.[34]
- Em 2022, para comemorar o aniversário de 108 anos da escritora Carolina Maria de Jesus, no dia 14 de março, o Instituto Moreira Salles lançou um tour virtual pela exposição Carolina Maria de Jesus: um Brasil para os brasileiros, a mostra mais visitada do IMS em 2021.[34]
- Em 2023 o MinC lançou o Prêmio Carolina Maria de Jesus de Literatura Produzida por Mulheres. Foram destinados R$ 2 milhões para selecionar 40 livros inéditos escritos por mulheres ficcionistas nas categorias romance, contos, crônicas, roteiro de teatro e quadrinhos. Cada autora receberá R$ 50 mil. A intenção é promover, valorizar e difundir a literatura brasileira feita por mulheres, incentivar novas escritoras e estimular a formação de leitores de literatura feita por mulheres.[35]
- Em 2024, o Parque Municipal Américo Renné Giannetti, em Belo Horizonte, recebeu uma estátua da escritora junto com a estátua de Lélia Gonzalez. As obras do artista Léo Santana integram o Circuito Literário de Belo Horizonte.[36][37]
- Nos dias 15, 16 e 17 de outubro de 2024, a escritora é homenageada nos EUA com palestras na Columbia University (Nova York), no The People’s Forum (Nova York) e na Georgetown University (Washington DC).[38]
- Será tema do enredo da Escola de Samba Unidos da Tijuca no Carnaval de 2026.[39]

## Estudos
Dos livros escritos acerca da autora, destacam-se:
- 1994 - Cinderela negra: a saga de Carolina Maria de Jesus, de José Carlos Sebe Bom Meihy e Robert Levine. Rio de Janeiro: UFRJ, 1994[40]
- 2007 - Muito Bem, Carolina!: Biografia de Carolina Maria de Jesus, de Eliana Moura de Castro e Marília Novais de Mata Machado. Belo Horizonte: Editora C/Arte, 2007.[41]
- 2009 - Carolina Maria de Jesus - Uma Escritora Improvável, de Joel Rufino dos Santos. Rio de Janeiro: Coedição Editora Garamond/ FBN, 2009.[42]
- 2014 - A Vida Escrita de Carolina Maria de Jesus, de Elzira Divina Perpétua. Belo Horizonte: Nandyala, 2014.[43]
- 2018 - Carolina: uma biografia, de Tom Farias. Rio de Janeiro: Editora Malê, 2018.[44]
- 2018 - Meu sonho é escrever... Contos inéditos e outros escritos, de Rafaela Fernandes. São Paulo: Ciclo Contínuo Editorial, 2018.[45]

## Lista de obras

### Em vida
- Quarto de Despejo: Diário de uma favelada (1960)
- Quarto de Despejo: Carolina Maria de Jesus cantando suas composições (1961) - RCA Victor, álbum musical.
- Casa de Alvenaria: Diário de uma ex-favelada (1961)
- Pedaços de Fome (1963)
- Provérbios (1965)

### Póstumas
- Um Brasil para Brasileiros (1982)
- Diário de Bitita. Rio de Janeiro: Nova Fronteira, 1986. (Memórias).
- Meu Estranho Diário. São Paulo: Xamã, 1996.
- Antologia Pessoal. Rio de Janeiro: Editora UFRJ, 1996.
- Casa de Alvenaria - Volume 1: Osasco. São Paulo: Companhia das Letras, 2021.
- Casa de Alvenaria - Volume 2: Santana. São Paulo: Companhia das Letras, 2021.
- Onde estaes felicidade? Dinha e Raffaella Fernandez (orgs.). São Paulo: Me Parió Revolução, 2014. (Contos)
- Clíris: poemas recolhidos. Raffaella Fernandez e Ary Pimentel (orgs.). Editora Periferias, 2019. (Poesia)
- O escravo. São Paulo: Companhia das Letras, 2023. (Romance).

### Traduções
- Child of the dark: the diary of Carolina Maria de Jesus. Tradução de David St. Clair. New York: E. P. Dutton, 1962.
- Casa de ladrillos. Buenos Aires: Editorial Abraxas, 1963.
- Journal de Bitita. Tradução de Régine Valbert. Paris: A. M. Métailié, 1982.
- The unedited diaries of Carolina Maria de Jesus. Edição de José Carlos Sebe Bom Meihy; tradução de Nancy P. Naro; Cristine Mehrtens. New York: Barnes & Noble, 1999.

### Antologias
- Literatura e afrodescendência no Brasil: antologia crítica. Organização de Eduardo de Assis Duarte. Belo Horizonte: Editora UFMG, 2011, vol. 1, Precursores.